# Francia Algériai Front
A Francia Algériai Front (franciául: Front de l’Algérie française vagy Front pour l’Algérie française, rövidítve FAF) militáns politikai mozgalom volt, a Francia Algéria fennmaradásáért küzdött. 1960-ban Algírban alapította Said Boualam politikus és katonatiszt.
A mozgalom rövid idő alatt 400 000 tagra tett szert, sőt számuk 1960 novemberére egymillióra nőtt. Mintegy 40 százalékuk híradások szerint muszlim volt, bár ez a szám vitatott és a muszlim tagok decemberre valószínűleg elhagyták a mozgalmat. Tagságának gerince a feketelábúak, azaz a fehér betelepültek voltak (Pieds noirs).
1960. december 24-én a hatóságok betiltották a mozgalmat.
A Front által szervezett események közt volt egy országos általános sztrájk is. A Front megkísérelte ebbe erőszakkal belevonni az algériaiakat is, akik emiatt ellenük fordultak.
1960. november 11-én egy FAF-tüntetés zavargásokba torkollott. Néhány héttel később, december 8-án a Front arra hívott fel, hogy erőszakkal akadályozzák meg Charles de Gaulle elnök látogatását, s hogy a hadsereg lázadjon fel a kormány Algéria-politikája ellen. Miután december 9-én újabb zavargások törtek ki Algírban, 15-én a francia hatóságok betiltották az FAF-ot.
1961. március 7-én az FAF és a France-Résurrection mozgalom közös kiáltványt írt alá, melyben algíri támadásokra hívtak fel.

## Archív INa-videók
- Parti de l'Algérie Française FAF[halott link], ORTF, 1960
- AMBIANCE ALGERIENNE, JT NUIT, ORTF, 1960. 6. 24.
- LA SITUATION A ALGER, ORTF, JT 20H, 1960. 12. 16.

## Fordítás
- Ez a szócikk részben vagy egészben  a   Front Algérie Française című angol Wikipédia-szócikk ezen változatának fordításán alapul.  Az eredeti cikk szerkesztőit annak laptörténete sorolja fel. Ez a jelzés csupán a megfogalmazás eredetét és a szerzői jogokat jelzi, nem szolgál a cikkben szereplő információk forrásmegjelöléseként.